# Anastasios Jeorgopulos
Anastasios Jeorgopulos (gr. Αναστάσιος Γεωργόπουλος) – grecki przeciągacz liny, olimpijczyk.
W 1904 r. podczas letnich igrzysk olimpijskich w Saint Louis uczestniczył w zawodach przeciągania liny, w których jako członek klubu Pan-Hellenic Athletic Club zajął ostatnie piąte miejsce ex aequo z drużyną południowoafrykańską (Boer Team). Wraz z drużyną przegrał spotkanie pierwszej rundy z amerykańskim klubem St. Louis Southwest Turnverein #1-2.